# François Pillet
Pour les articles homonymes, voir Pillet.
François Pillet, né le 13 mai 1950 à Bourges, est un avocat et homme politique français. Il est membre du Conseil constitutionnel depuis 2019.

## Biographie

### Carrière professionnelle
Il exerce la profession d'avocat.
Bâtonnier de l'ordre des avocats de Bourges de 1996 à 1997, il a notamment rédigé un ouvrage dédié aux mécanismes des procédures fiscales (Guide pratique de la procédure dans le contentieux fiscal, 3e édition en 2003, LexisNexis, Collection Litec fiscal).

### Engagement politique
Il est élu maire de Mehun-sur-Yèvre de 1998 à 2014 puis conseiller général du canton de Mehun-sur-Yèvre de 1998 à 2007. Le 17 décembre 2007, à la suite de la mort de Serge Vinçon, il devient sénateur du Cher. Réélu le 21 septembre 2008, il siège comme rattaché au groupe UMP puis LR.
Il est membre et vice-président de la commission des Lois constitutionnelles, de législation, du suffrage universel, du Règlement et d'administration générale du Sénat. Il est président du comité de déontologie du Sénat de 2015 à 2019.
Il soutient François Fillon pour la primaire présidentielle des Républicains de 2016.
En 2019, il est nommé membre du Conseil constitutionnel sur proposition du président du Sénat, Gérard Larcher, en remplacement de Jean-Jacques Hyest et quitte donc de ce fait le Sénat.

## Détail des mandats et fonctions
- 1998-2007 : conseiller général du Cher, élu dans le canton de Mehun-sur-Yèvre
- 1998-2014 : maire de Mehun-sur-Yèvre
- 2007-2019 : sénateur du Cher, 1er vice-président de la commission des Lois constitutionnelles, de législation, du suffrage universel, du Règlement et d'administration générale
- Depuis le 12 mars 2019 : membre du Conseil constitutionnel[4]

## Publications
- Le Sénat, Gardien des Libertés (avec une préface de Jacques Toubon), Ed. Mare et Marin, Paris, 2017,  (ISBN 9782849343234)